# Synomaloptila longipennis
Synomaloptila longipennis là một loài côn trùng trong họ Synomaloptilidae thuộc bộ Caloneurodea. Loài này được Martynov miêu tả năm 1938.